# Theodor Mussaeus
Theodor Mussaeus, auch Mussäus (* 10. Juli 1814 in Boizenburg/Elbe; † 21. Februar 1895 in Wismar) war ein deutscher Jurist und mecklenburgischer Richter.

## Leben
Mussaeus stammte aus einer mecklenburgischen Akademikerfamilie und war der Sohn des Advocaten und Hofrats Friedrich Gottlieb Mussaeus jun. in Boizenburg. Ab April 1839 studierte er Rechtswissenschaften an der Universität Rostock und wurde hier Mitglied des Corps Hanseatia Rostock. Er begann seinen Berufsweg 1841 als Auditor in Boizenburg (Elbe). 1846 bestand er das mecklenburgische Richterexamen und war zunächst im Amt Wredenhagen tätig. 1849 wurde er zum Stadtrichter und Bürgermeister in Malchow berufen; von dort ging er 1851 als Beamter und Amtsverwalter nach Neustadt. 1863 erfolgte seine Versetzung nach Wismar. Hier wurde er 1868 Oberamtmann und Oberamtsrichter beim Amtsgericht Wismar. 1891 ging er in den Ruhestand.
Er war der Vater der in die USA und später nach Sri Lanka ausgewanderten Theosophin und Pädagogin Marie Musaeus Higgins.

## Auszeichnungen
- 1891 Hausorden der Wendischen Krone, Ritterkreuz, zum 50-jährigen Dienstjubiläum

## Werke
- Jurisdictionsverhältnisse der Militairpersonen in Bezug auf die Civilgerichte, Polizei- und Disciplinarbehörden des Landes, übersichtlich dargestellt nach den für Mecklenburg-Schwerin maßgebenden Gesetzen. Rostock: Hinstorff 1870